# Abu-Salim-Gefängnis
Das Abu-Salim-Gefängnis (arabisch سجن أبو سليم, DMG Siǧn Abū Salīm) war ein Hochsicherheitsgefängnis in Abu Salim bei Tripolis in Libyen, in dem viele politische Gefangene inhaftiert waren und das nach Angaben von Menschenrechtsorganisationen für Folter berüchtigt war. Es wurde durch ein Massaker im Juni 1996 bekannt. 
Das Gefängnis wurde bis zur Eroberung Tripolis Ende August 2011, im Zuge des Bürgerkriegs 2011 durch die Libysche Nationale Befreiungsarmee, benutzt. Nach der Eroberung verließen die Wachen das Gelände und die Gefangenen konnten das Gefängnis frei verlassen.

## Massaker am 28./29. Juni 1996

### Verlauf
Nachdem es seit Juni 1995 zahlreiche Gefechte zwischen der Libyschen Islamischen Kampfgruppe und libyschen Sicherheitskräften im Osten Libyens gegeben hatte, waren zahlreiche Kämpfer dieser Organisation im Abu-Salim-Gefängnis inhaftiert.
Aufgrund der schlechten Haftbedingungen kam es am 28. Juni 1996 zu einer Revolte unter den Gefangenen, bei der zwei Wärter als Geiseln genommen wurden. Einer von diesen kam dabei zu Tode. In der Folge sollen die Sicherheitskräfte, auf Befehl des damaligen Geheimdienstchefs Abdullah as-Sanusi, ein Massaker an den hauptsächlich aus Bengasi stammenden Insassen verübt haben.
Zunächst sollen die aufständischen Häftlinge in Verhandlungen zur Aufgabe bewegt worden sein. Nach Beendigung des Aufstandes sollen die Insassen aller am Aufstand beteiligten Gefängnisblöcke am 29. Juni von den anderen Gefangenen separiert und anschließend von einer Sondereinheit erschossen worden sein. Schätzungen zufolge starben dabei etwa 1200 von den damals 1600 bis 1700 Gefangenen im Gefängnis.

### Aufarbeitung

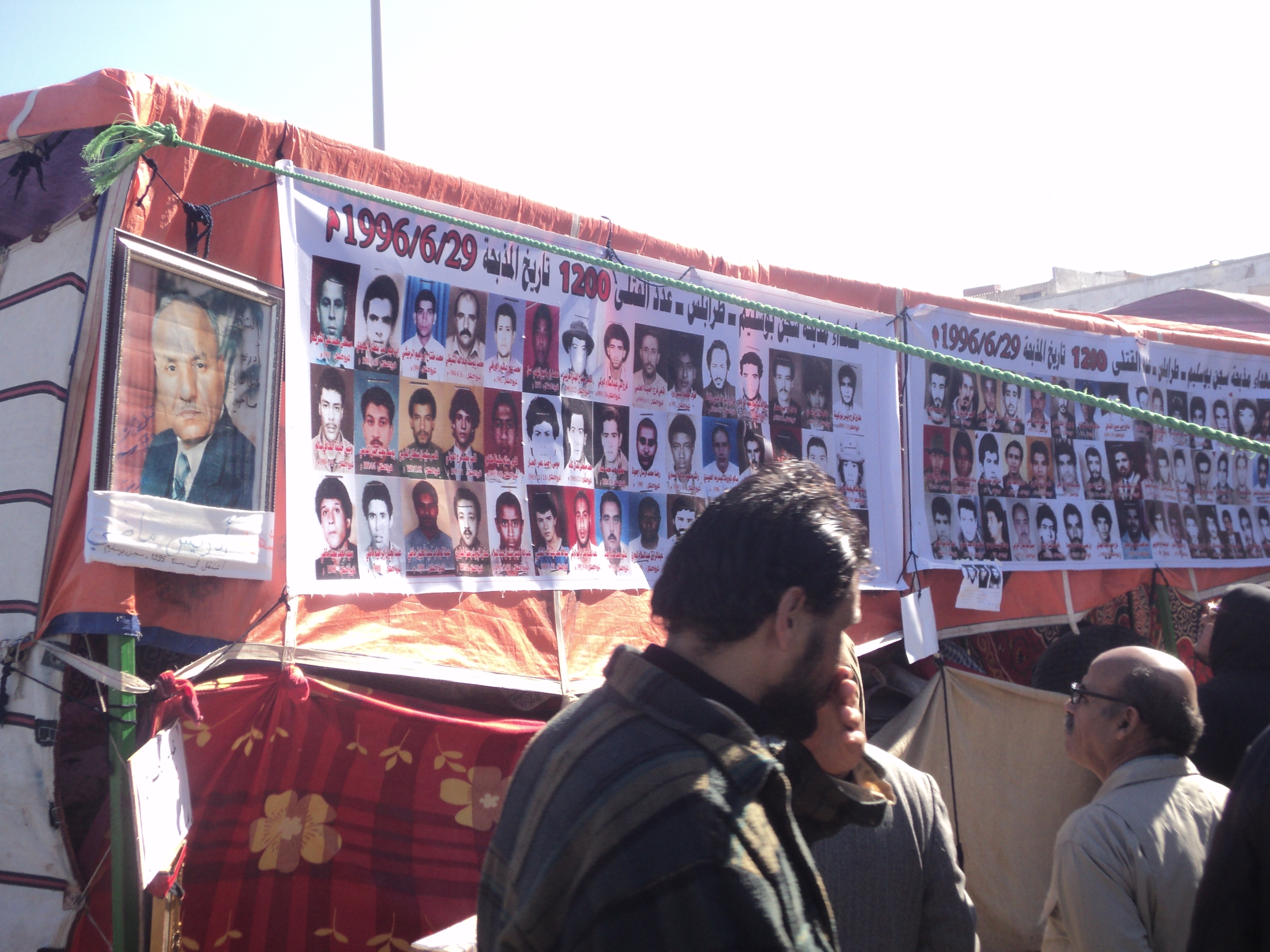
Eine Erinnerungswand mit Fotos von Opfern des Massakers (2011)

Ab 2001 informierten die Behörden manche Familien von Gefangenen über deren Tod, ohne ihnen jedoch die Todesursache anzugeben. Im April 2004 räumte Staatsoberhaupt Muammar al-Gaddafi erstmals öffentlich ein, dass Gefangene getötet worden waren. Ab 2007 begannen Angehörige von Gefangenen in Bengasi zu demonstrieren, um eine Untersuchung der Ereignisse und die Herausgabe der Leichen zu fordern.
Eine erste Untersuchung der Vorfälle erfolgte erst 2009 und konnte, wegen der Immunität der Beamten der Staatssicherheit, keine Fortschritte erzielen. Der damalige Justizminister Mustafa Abd al-Dschalil soll sich für eine Untersuchung eingesetzt haben.
Ein Komplex wurde im April 2010 abgerissen, Vermutungen zufolge, um die Spuren des Massakers zu verwischen.
Am 15. Februar 2011 inhaftierten Sicherheitskräfte den Rechtsanwalt Fathi Terbil. Dieser vertrat zahlreiche Opfer des Massakers und hatte außerdem zwei Familienmitglieder dabei verloren. In Bengasi gingen tausende Demonstranten für ihn auf die Straße. Diese Kundgebungen werden als wichtiger Auslöser für den Bürgerkrieg 2011 gesehen.
Ermittler des libyschen Übergangsrates wollen im September 2011 ein Massengrab mit mehr als 1200 mit Säure übergossenen Leichen aus dem Jahr 1996 gefunden haben. 
Sowohl Jamal Ben Noor vom Justiz- und Menschenrechts-Ministerium des libyschen Übergangsrates als auch ein CNN-Team, das vor Ort war, sprachen von „Knochen, die zu groß für menschliche Verhältnisse seien“ bzw. von „Tierknochen“. Über die Verwendung von Säure erwähnen beide nichts.

## Ehemalige Insassen
- Ahmed al-Senussi (1984–2001)
- Abd al-Hakim Balhadsch (2004–2010)
- Abdel Hamid Schukri, Aktivist der Muslimbrüderschaft[12]
- Abu Sufian bin Qumu (2007–2010, ehemaliger Guantanamo-Häftling)
- Matthew VanDyke (2011), amerikanischer Freiwilliger im Bürgerkrieg